# Chamaecelyphus straeleni
Chamaecelyphus straeleni är en tvåvingeart som beskrevs av Vanschuytbroeck 1959. Chamaecelyphus straeleni ingår i släktet Chamaecelyphus och familjen Celyphidae.
Artens utbredningsområde är Kongo. Inga underarter finns listade i Catalogue of Life.